# Roger Ébacher
 (janvier 2020).
Si vous disposez d'ouvrages ou d'articles de référence ou si vous connaissez des sites web de qualité traitant du thème abordé ici, merci de compléter l'article en donnant les références utiles à sa vérifiabilité et en les liant à la section « Notes et références ».
Roger Ébacher (6 octobre 1936 -) est un prélat catholique canadien, archevêque émérite du diocèse de Gatineau.

## Biographie
Né à Amos, il est ordonné prêtre à la cathédrale Sainte-Thérèse-d'Avila d'Amos le 27 mai 1961. Il enseigne par la suite au séminaire d'Amos et exerce son ministère à titre de vicaire épiscopal. 
Le 30 juin 1979, Jean-Paul II le nomme évêque du diocèse de Hauterive, et il est consacré évêque par Gilles Ouellet le 31 juillet 1979 à la cathédrale Saint-Jean-Eudes de Baie-Comeau. Jean-Guy Couture et Gérard Drainville sont ses principaux coconsécrateurs.
Le 6 mai 1988, il devient l'évêque de Gatineau-Hull, et il est nommé archevêque le 31 octobre 1990. 
En 1998, Roger Ébacher s'oppose à la création d'un séminaire diocésain de la Fraternité sacerdotale Saint-Pierre. Il célèbre le 25e anniversaire de son ordination épiscopale en 2004. 
En 2006, il est le président du comité des affaires sociales de la conférence des évêques catholiques du Canada.
Le 12 octobre 2011, le pape Benoît XVI accepte sa démission.

## Devise épiscopale
- « Par Lui, en Église, pour le monde »

Cette devise reflète sa perception du message évangélique et ecclésial du concile Vatican II.

## Citations
- « Notre Église est au printemps. Le grain de blé tombe en terre. Poussés par l’Esprit, nous semons. Une autre génération récoltera. »
- « Nous voulons rappeler avec force que les lois et les politiques donnant la préséance à l’intérêt national sur la dignité humaine des personnes sont une inversion fondamentale des valeurs. »
- « J’ai vu le film « La Passion du Christ » de Mel Gibson. Et je l’ai aimé.  J’ai trouvé bien des images belles, d’autres trop brutales. »